# Crtični kod
Crtični kod ili bar-kod (eng. barcode) način je označavanja proizvoda nizom tamnih i svijetlih crta (otuda mu ime), koji je strojno lako čitljiv, te time koristan u procesu identifikacije proizvoda, bilo pri ulasku istih u skladište, ili izlasku istih iz trgovine.
Dok su ranije prodavači/ce trebali/e znati napamet ili cijene ili šifre proizvoda, danas je prije naplate odabrane robe potrebnu istu identificirati na blagajni, te računalo uz pomoć čitača crtičnog koda samo prepoznaje o kojem se proizvodu radi (prodavači unose samo broj proizvoda ako se ne radi o skupnom pakiranju) i naplaćuju račun.

## Vrste crtičnih kodova
- Interleaved 2 of 5 (susreće se kratica ITF)
- EAN 13
- Kod 39
- Kod 93
- Kod 128
- EAN 128

### Dvodimenzionalni kodovi
Ovi se kodovi mogu nazivati slikovni kodovi.
- PDF417
- MaxiCode
- QR kod

## Budućnost
Blagajne u današnjim trgovinama mnogima su prespore, pa se u budućnosti predviđa označavanje svih proizvoda RF identifikacijskim markicama (rabi se kratica RFID), čime bi prolaskom kroz detektor računalo odmah znalo koji se sve proizvodi nalaze u košarici (kolicima). Danas se obično RFID markice paralelno označavaju i crtičnim kodovima.